# Micropterix paykullella
Micropterix paykullella és una espècie d'arna de la família Micropterigidae. Va ser descrita per Fabricius, l'any 1794.
Aquesta espècie es pot trobar a Itàlia, França, Àustria, i Suïssa.
Té una envergadura d'uns 9-13 mm.